# Uwe Janson
Uwe Janson (ur. 6 listopada 1959 w Königswinter) – niemiecki reżyser filmowy i scenarzysta.

## Filmografia

### Reżyser
- 1970 – Miejsce zbrodni
- 2009 – Wulkan
- 2010 – Zatopienie Laconii
- 2011 – Kopciuszek
- 2012 – Jaś i Małgosia
- 2013 – Dziewczynka z zapałkami

### Scenarzysta
- 1990 – Verfolgte Wege
- 1991 – Herz in der Hand
- 2004 – Baal
- 2005 – Miłość w Sajgonie